# Corruption au Bénin
La corruption au Bénin est un fléau socio-économique qui suscite, de fait, un regain d'attention dans toutes les couches de la population béninoise. En 2023, le Bénin passe du 72e au 70e rang mondial sur l'« indice de perception de la corruption » de l'ONG Transparency International,. Sur la même période, il fait partie du top 10 africain des pays les moins corrompus, au coude-à-coude avec le Ghana et le Sénégal.
La corruption au Bénin touche le secteur public comme privé, allant du détournement des deniers publics au concours frauduleux en passant par la fraude douanière ou maritime et le favoritisme. Ainsi, elle se rallie à d’autres formes de criminalité comme le blanchiment d’argent, la dilapidation et l’enrichissement illicite. En juin 2023, la CRIET informe l'opinion avoir pris connaissance de 50 dossiers de corruption sans les infractions connexes.

## Historique et causes
En mars 1964, le président Justin Ahomadegbé dénonce les faits de corruption commis par les agents de l’État. Malgré le discours programme du 30 novembre 1972 du général Mathieu Kérékou, la corruption a étendu ses tentacules au point où des commissions d’enquête sont dépêchées dans les services publics pour des faits reprochés à tel ou tel autre agent.
Le professeur Paulin Hounsounon-Tolin stipule que le décalage salarial et le déclassement social fait partie des causes de la corruption au Bénin. Cela entraine chez certains fonctionnaires la susceptibilité de se tourner vers la corruption pour compenser leurs faibles revenus.
En 2007, un rapport de l’ONU soulignait que la corruption dans le secteur public est une des principales préoccupations des chefs d’entreprises au Bénin. Le ministre d'État béninois Pascal Koukpaki précise en 2012 que les pertes de recettes fiscales dues aux pratiques frauduleuses sont évaluées, chaque année, à au moins une centaine de milliards de francs CFA. Selon l'acteur de la société civile béninoise, Jean-Baptiste Elias, elle « constitue une menace sérieuse pour l’économie, le bien-être social et la démocratie ».

## Législation
En octobre 2011, le président Boni Yayi promulgue la loi votée en août portant lutte contre la corruption en république du Bénin,.

## Institutions anticorruption
- Haute Cour de justice, juridiction spéciale chargée de juger les ministres du gouvernement, les députés et certaines  personnalités politiques de l'État;
- La Cour de répression des infractions économiques et du terrorisme (CRIET) est créée conformément à la loi n° 2018-13 du 2 juillet 2018[10]
- La Commission béninoise des droits de l’homme (CBDH)
- Le Haut-Commissariat à la prévention de la corruption en république du Bénin
- Le Front des organisations nationales contre la corruption (FONAC)[11]

## Affaires de corruption

### Sous la présidence de Boni Yayi
Les concours frauduleux au Bénin ont été un sujet de controverse sous la gouvernance de Boni Yayi. Des manifestations syndicales ont été organisées contre un concours de recrutement de 2012 au ministère des Finances soupçonné d'être frauduleux. Le gouvernement procède à son annulation en mars 2014.

### Sous la présidence de Talon
Arrivé au pouvoir en avril 2016, Patrice Talon prône une lutte contre l'impunité et une gestion rigoureuse des finances publiques. Ainsi, plusieurs concours de recrutement dans la fonction publique, organisés en 2015, sont annulés en juillet 2016 pour fraudes massives,, tenant pour responsables des ministres du gouvernement de Boni Yayi et certains cadres de l'administration,. Mais, en avril 2017, un autre concours de recrutement pour la Caisse nationale de sécurité sociale est critiqué pour des irrégularités, avec des accusations de favoritisme et de népotisme
En juillet 2024, trois collaborateurs du préfet du Littoral, Alain Orounla, sont poursuivis pour fraude présumée dans l’attribution d’un marché.